# Palacete do Visconde Ferreira de Lima

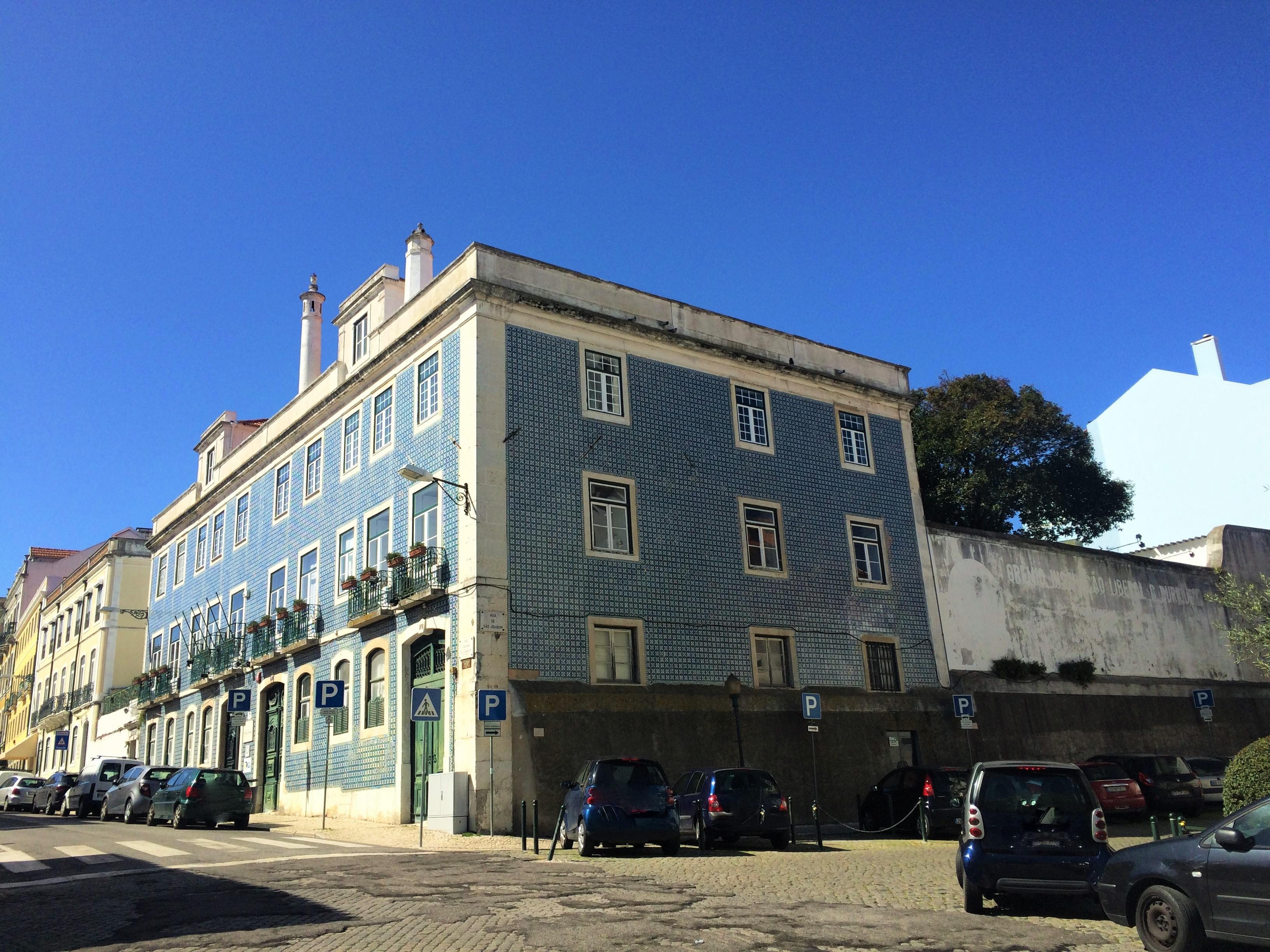
Palacete do Visconde Ferreira de Lima, Campo de Ourique, Lisboa

O Palacete do Visconde de Ferreira de Lima, situado na antiga freguesia de Santa Isabel, hoje, freguesia de Campo de Ourique, em Lisboa, é palacete urbano oitocentista burguês, definido por massa compacta paralelepipédica, com 4 pisos (um deles ao nível da cobertura). 
Foi a residência dos Viscondes de Ferreira de Lima, de José António Ferreira de Lima (1804-1883), 1º visconde, passando, após a sua morte, para a posse de seu filho primogénito e herdeiro, Francisco de Campos Ferreira Lima (1860-1946), 2º visconde, e por falecimento deste último, o palacete torna-se propriedade de seu filho e herdeiro, José de Amorim Ferreira Lima (1893-1967), 3º visconde. Na década de 80 do século XX o imóvel é adquirido pelo Município de Lisboa, tendo sido utilizado como instalações do Grémio de Instrução Liberal de Campo de Ourique, passando na década de 90 do século XX a ser as instalações da Junta de Freguesia de Santa Isabel, hoje, Junta de Freguesia de Campo de Ourique. 
O palacete constitui-se como paradigma do típico palacete urbano oitocentista burguês, cuja tipologia concilia soluções ainda características do palácio setecentista, com outras dos prédios de rendimento, entretanto em expansão e específicos do século XIX, destacando-se no seu conjunto interior os rodapés de azulejos de finais do século XVIII e a caixa da escada, com claraboia, cujos muros se apresentam animados por pintura decorativa em trompe l'oeil e de marmoreados.